# Willem Jacob 's Gravesande
Willem Jacob 's Gravesande, född den 26 september 1688 i 's-Hertogenbosch, död den 28 februari 1742 i Leiden var en nederländsk filosof och matematiker.
's Gravesande studerade juridik vid universitetet i Leiden och skrev sin doktorsavhandling om självmord. Han lovordades av Johann Bernoulli när han publicerat sin bok Essai de perspective. 1715 besökte han London och kung Georg I, och valdes till Fellow of the Royal Society. Han blev professor i fysik och astronomi i Leiden 1717 och introducerade sin vän Isaac Newtons verk i Nederländerna. 's Gravesande var en motståndare till fatalister som Thomas Hobbes och Baruch Spinoza. 1724 blev han erbjuden anställning hos Peter den Store, men avböjde.
Hans huvudverk är Physices elementa mathematica, experimentis confirmata, sive introductio ad philosophiam Newtonianam (Leiden 1720), i vilket han lägger grunderna för fysikutbildning. Voltaire och Albrecht von Haller tillhörde publiken och Fredrik den Store bjöd honom till Berlin 1737.
's Gravesandes största bidrag till fysiken var ett experiment där mässingskulor släpptes från olika höjd på en mjuk leryta. Hans resultat visade att den mängd lera som kulorna undanträngde var proportionell mot kvadraten på deras hastigheter, och när han delade sina resultat med Émilie du Châtelet korrigerade hon Newtons formel E = mv till E = mv2 (märk att fast vi numera skriver detta som E = mv2/2 så stämmer du Châtelets formel fortfarande om vi väljer passande enheter).

## Eftermäle
Asteroiden 9682 Gravesande är uppkallad efter 's Gravesande.

## Verk
- Essai de perspective, 1711
- Philosophiae Newtonianae Institutiones, in usus academicos, 1723
- An essay on perspective, 1724
- Physices elementa mathematica, experimentis confirmata, sive introductio ad philosophiam Newtonianam, 1720–1721 Volym 1, 4 uppl 1758, Volym 2, 4 uppl 1758
- Introductio ad Philosophiam, Metaphysicam et Logicam, 1736
- Mathematical elements of natural philosophy, confirm'd by experiments : or, An introduction to Sir Isaac Newton's philosophy, Volym 1, övers. av J. T. Desagulieres, 1747
- Mathematical elements of natural philosophy, confirm'd by experiments : or, An introduction to Sir Isaac Newton's philosophy, Volym 2, övers. av J. T. Desagulieres, 1747
- Oeuvres Philosophiques et Mathématiques de Mr. G. J. 'sGravesande, ed. with memoir by J. Allamand, 1774

## Referenser

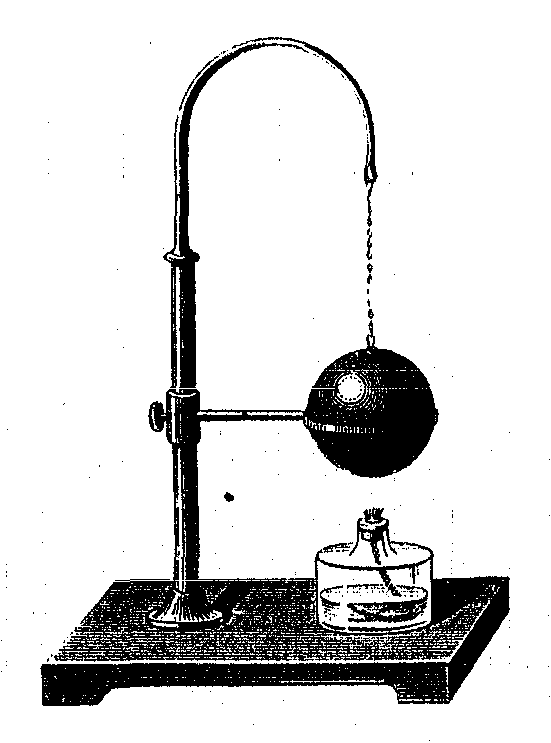
's Gravesandes ring.
Metallkulan passerar precis genom ringen om kulan är kall, men inte om den är varm.